# Qingshuihe Shuiku
Qingshuihe Shuiku är en reservoar i Kina. Den ligger i provinsen Hubei, i den centrala delen av landet, omkring 120 kilometer nordväst om provinshuvudstaden Wuhan. Qingshuihe Shuiku ligger 80 meter över havet. Trakten runt Qingshuihe Shuiku består till största delen av jordbruksmark.
Genomsnittlig årsnederbörd är 1 301 millimeter. Den regnigaste månaden är juli, med i genomsnitt 192 mm nederbörd, och den torraste är december, med 15 mm nederbörd.